# Objects in Mirror
Pour plus de détails, voir Fiche technique et Distribution.
Objects in Mirror (en persan : اشیا از آنچه در آینه می‌بینید به شما نزدیکترند, 
littéralement Les objets sont plus proches de ce que vous voyez dans le miroir), réalisé par Narges Abyar et le producteur Mohammad Hossein Ghasemi. 
Le film est sorti le 1er février 2013 au Festival du film de Fajr et dans les salles de cinéma iraniennes le 15 août 2013. 

## Distribution
- Gelare Abasi : Leila
- Nazanin Babaei :
- Hessam Bigdelu : Farid
- Amir Ghafarminsh : Mehdi
- Ramsin Kebriti : Ayoob
- Giti Moeeni : Aziz
- Mina Noroozi :
- Mehran Rajabi : Haj Rasool
- Fatemeh Shokri : Ehteram
- Saghi Zinati :